# NGC 5195
NGC 5195 — карликовая галактика в созвездии Гончие Псы, находящаяся на расстоянии 25 млн световых лет от Земли. Расположена рядом с более крупной галактикой «Водоворот». Вместе они представлют собой одну из известнейших пар взаимодействующих галактик.

NGC 5195 была открыта Пьером Мешеном 20 марта 1781 г.

## Взаимодействие с галактикой «Водоворот»
Система «NGC 5195 — галактика "Водоворот"» представляют собой одну из самых известных пар взаимодействующих галактик и была предметом ранних теоретических исследований данного типа объектов. Они приведены в Атласе пекулярных галактик в качестве яркого примера спиральной галактики с галактикой-компаньоном. Взаимодействие повлияло на форму обеих звёздных систем: спиральный рукав большей галактики растянулся, образовав гигантский звёздно-пылевой мост между двумя объектами.

## Морфология
NGC 5195 сильно искажена в результате гравитационного взаимодействия с галактикой «Водоворот». По этой причине NGC 5195 иногда определяется как линзовидная или неправильная галактика. Она была описана как галактика, выходящая за рамки морфологической системы классификации.

## Вспышка сверхновой
SN 1945а — единственная обнаруженная в NGC 5195 сверхновая. Она наблюдалась в 10" к северо-западу от ядра 6 апреля 1945 года Милтоном Хьюмасон, использовавшим 100-дюймовый (2,5 м) телескоп обсерватории Маунт-Вилсон. Сверхновая относится к I типу сверхновых. Во время пика её видимая звездная величина достигла значения 14,0.